# Кайзер, Йозеф
Йозеф Кайзер (нем. Josef Kaiser; 1 мая 1910, Цилли, Австро-Венгрия, ныне Словения — 5 октября 1991, Альтенберг, Германия) — немецкий архитектор, градостроитель и преподаватель высшей школы.

## Биография
Кайзер учился в Немецкой высшей технической школе в Праге в 1929—1935 годах, затем работал в Берлине и под руководством Отто Коца в Веймаре. В 1938 году вступил в НСДАП. В 1936—1941 годах работал под началом Юлиуса Шульте-Фролинде в Германском трудовом фронте и считался талантливым и продуктивным архитектором. Затем до начала Второй мировой войны руководил отделом типового планирования в Германской академии жилья в берлинском районе Бух.
По окончании войны и тяжелого заболевания, перенесённого в 1945 году, Кайзер решил начать жизнь заново и получил вокальное образование в Дрезденской высшей музыкальной школе. Служил оперным певцом-тенором в Театре на Ноллендорфплац. В 1951 году вновь вернулся в архитектуру и работал во 2-й мастерской Немецкой архитектурной академии. Его карьера развивалась стремительно. Вступив в СЕПГ, Кайзер работал в 1952—1953 годах главным архитектором Сталинштадта и выступил автором второго жилого комплекса в нём. В 1955—1958 годах он работал в бюро главного архитектора Восточного Берлина. В 1962 году Йозеф Кайзер возглавил коллектив, работавший над проектом второго этапа застройки Карл-Маркс-аллее в Берлине (ансамбль между Штраусбергер-плац и Александерплац).
В 1969—1972 годах Кайзер преподавал в Веймарской высшей школе архитектуры и строительства. В 1973 году занимал должность главного архитектора и личного советника директора управления специальных строительных объектов в Восточном Берлине.

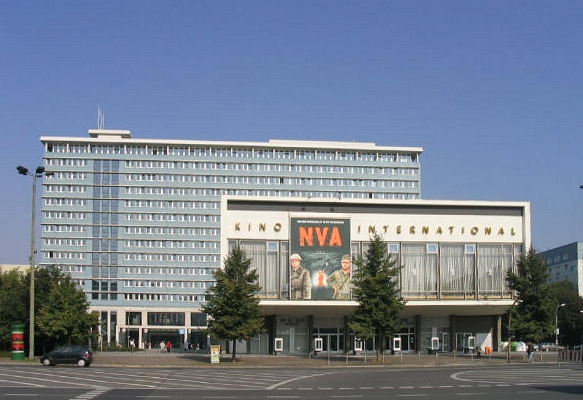
До 1996 года за кинотеатром «Кино Интернациональ» находился отель «Беролина»

## Работы
- 1951—1955: Дом культуры предприятия VEB Maxhütte
- 1956—1958: жилые дома в Мангейме и Эссене
- 1964—1968: здание министерства иностранных дел ГДР
- 1967—1970: универмаг Centrum на Александерплац
- 1967—1970: гостиница Interhotel Stadt Berlin на Александерплац

В Берлине на Карл-Маркс-аллее:
- 1960—1962: кинотеатр «Космос»
- 1961—1963: кинотеатр «Кино Интернациональ» и отель «Беролина»
- 1961—1964: кафе «Москва»